# 2174 Асмодей
2174 Асмодей (2174 Asmodeus) — астероїд головного поясу, відкритий 8 жовтня 1975 року.
Тіссеранів параметр щодо Юпітера — 3,382.